# Relato de un náufrago
Relato de un náufrago es un reportaje novelado de Gabriel García Márquez que relata la historia de Luis Alejandro Velasco Sánchez, un náufrago que fue proclamado héroe de Colombia, pero tras la versión distribuida por el diario El Espectador de Bogotá, quedó olvidado; este relato obligó a que su autor se diera al exilio en París.

## Antecedentes y consecuencias
La historia trata sobre Luis Alejandro Velasco, un tripulante del buque militar, que había estado en Mobile, Alabama (EE. UU.) cuando el ARC Caldas estaba sometido a reparaciones y logró vivir durante diez días en alta mar tras caer del mismo. Sobrevivió solo en el medio del mar, sin comida y haciendo cálculos de cuándo irían a buscarlo los aviones de rescate.
El relato se basó en la entrevista a Velasco. Describe los hechos y reflexiona sobre lo que se hizo bien y lo que se hizo mal. Tuvo fuerte repercusión nacional, ya que quedó de manifiesto que los marinos habían caído al mar a causa de unos cargamentos de contrabando que se soltaron en la cubierta y no por una tormenta como mintiera la Armada de Colombia y la dictadura de ese entonces.
La historia se publicó durante catorce días consecutivos en el periódico El Espectador en 1955 y en 1970 fue publicada en forma de libro.